# Hegyszentmárton
Hegyszentmárton es un pueblo ubicado en el distrito de Sellye, en el condado de Baranya, Hungría.

## Superficie
Posee una superficie de 18,78 kilómetros cuadrados.

## Demografía
Hasta 2019 la población era de 367 habitantes, con una densidad de población de 19,54 habitantes por kilómetro cuadrado.